# Vulcano (sziget)
Vulcano (szicíliai nyelven Vurcanu) a Tirrén-tengerben, Szicíliától északra elhelyezkedő vulkáni eredetű Lipari-szigetek legdélibb tagja. Nevét Vulcanus római istenről kapta, mivel az ókori rómaiak úgy tartották, a tűzhányó alatt található a tűz istenének műhelye. A mai „vulkán” szó e sziget nevéből eredeztethető.
A sziget a szomszédos Lipari közigazgatása alá tartozik, így azzal együtt az olaszországi Szicília régió Messina megyéjének része. A szigettel azonos nevet viselő, számos kis részből álló település összlakossága 500 fő körül van.

## Földrajza
A Lipari-szigetek Y alakú kettős ívének déli kezdőpontja Vulcano szigete, a szicíliai partoktól északra, mintegy 20 kilométerre fekszik. Északi szomszédjától, a szigetcsoport központi tagjától, Liparitól egy alig 900 méter széles csatorna választja el. 21,2 km²-es területével a harmadik legnagyobb területű társai között.
A teljes sziget vulkáni eredetű. Öt egykori tűzhányó nőtt itt össze, de háromból mára csak a félköríves kalderaperem maradt meg. A két aktív vulkán a Gran Cratere (nagy kráter) néven ismert fő csúcs és a tőle északra egy félszigeten fekvő Vulcanello.
Bár a vulkán formája kevésbé feltűnő, mint az ismertebb itáliai tűzhányóké (Etna, Stromboli, Vezúv), és mai aktivitása is elmarad e két utóbbiétól, jelentősége semmivel sem kisebb azokénál. A feljegyzésekből és a vulkanológiai kutatásokból tudjuk, hogy korábban sokkal aktívabb volt. Kitöréseinek erősen robbanásos jellege és a lakott területek közelsége miatt állandó figyelmet érdemel.
A sziget legmagasabb pontját délen, a Caldera del Piano peremén találjuk: a Monte Aria kereken 500 méterre magasodik a tenger színe fölé. A sziget északi felén az aktív krátert (Gran Cratere) hordozó Fossa nevű kúp ennél alacsonyabb: mindössze 391 méterig emelkedik.
Vulcano szigetének legfiatalabb része a 2200 éve kialakult Vulcanello (123 m), amely csak Kr. e. 183-ban emelkedett ki a vízből. Vulcano és Vulcanello 500 éve még két önálló sziget volt, de a Vulcanello egy erős kitöréssorozata a 16. században feltöltötte az egykori szorost. Ez a földnyelv ma alig 1 méterrel emelkedik a tengerszint fölé, viszont védi a két oldalán kialakult öblöket. A 300 m széles földnyelv keleti, nagyobb, mélyebb öblében találjuk Porto di Levante kikötőjét, a szemközti, kisebb és sekélyebb öbölben (Porto di Ponente) a fekete bazaltfövenyéről híres strand mellett pedig a jachtkikötőt.

### Növényzete

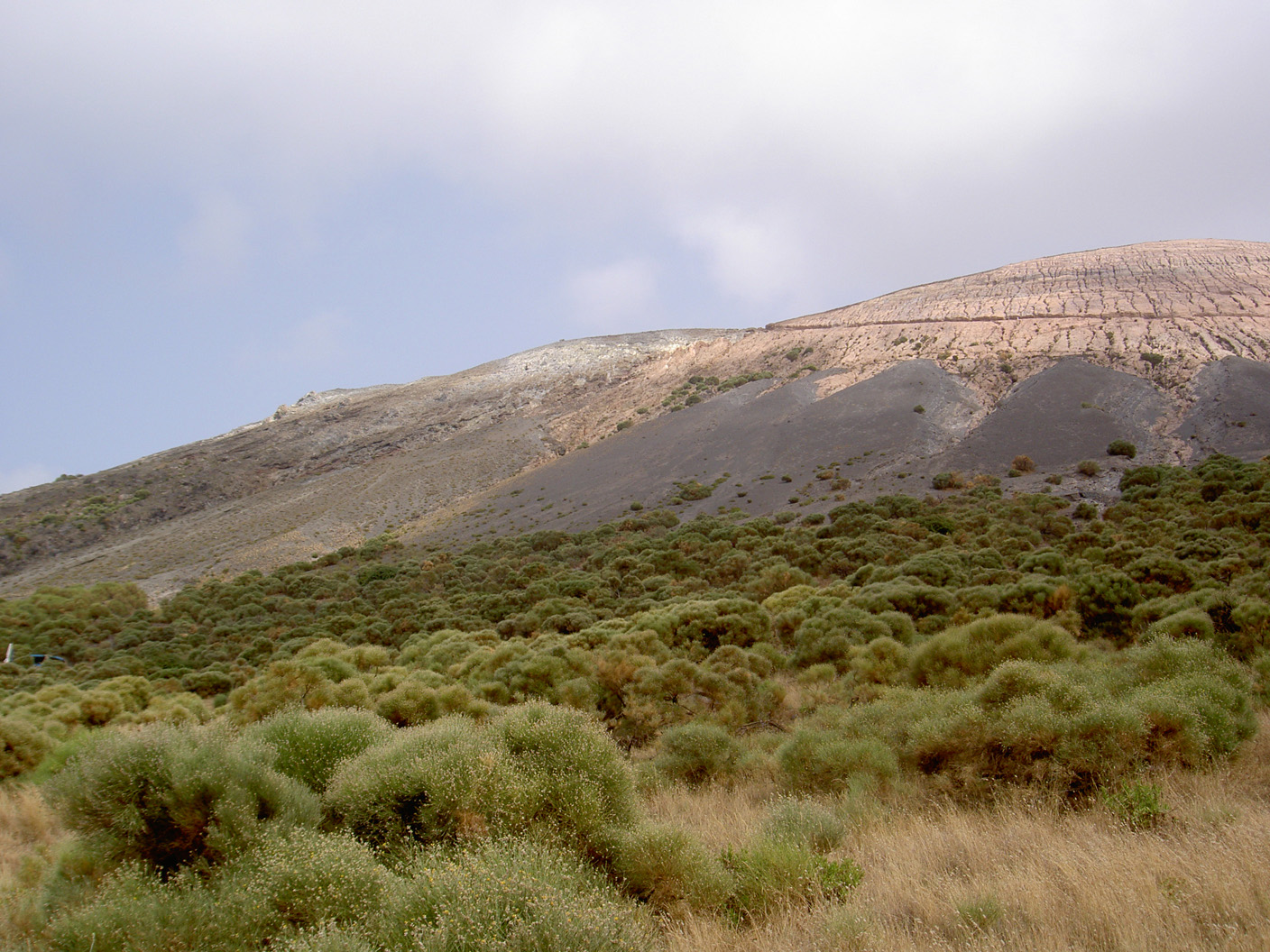
Macchia a Fossa-kráter lejtőjén

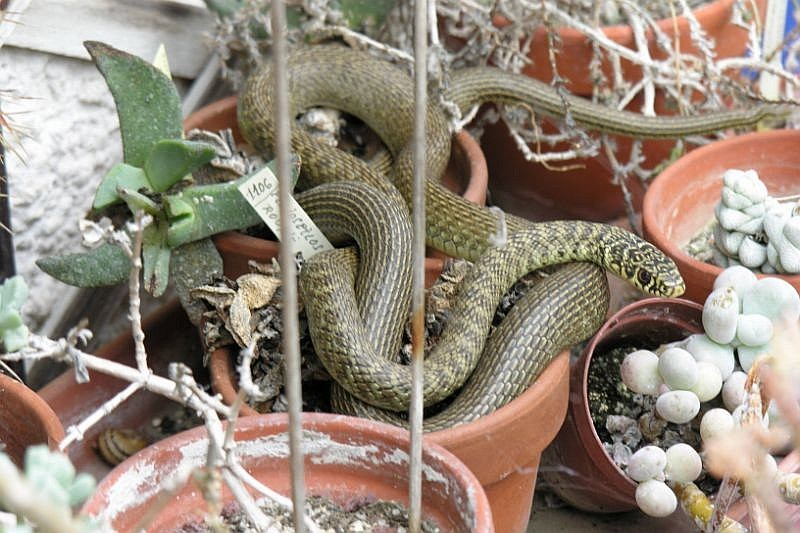
sárgászöld haragossikló
(Hierophis viridiflavus)

A fiatal vulkanikus sziget ideális környezetet teremt a biológusoknak, mivel a természetes „laboratóriumban” a frissen kialakult – eleinte még élettelen – felszínen figyelhetik meg az élő szervezetek térhódítását. Számos botanikus vizsgálta Vulcano flóráját, és innen is kimutatták a Lipari-szigetek és Szicília endemikus fajainak többségét. Ezek közül a legfontosabbak:
- csikófarkrekettye (Genista ephedroides),
- tirrén rekettye (Genista tyrrhena),
- egy imolafaj (Centaurea aeolica),
- egy habszegfűfaj (Silene hicesiae),
- sziklai seprűfű (Kochia saxicola).

A sziget képét meghatározó macchia további gyakori növényfajai:
- egy akáciafaj (Acacia cyanophylla),
- több szittyófaj (Juncus sp.),
- magyaltölgy (Quercus ilex),
- hottentotta füge (Carpobotus edulis),
- több sás- és palkaféle (Carex spp., Cyperoidae spp.),
- szicíliai zanót (Cytisus aeolicus),
- sártök (Citrullus colocynthis),
- több tamariszkuszfaj (Tamarix spp.).

Vulcanót tavasszal a szomszédos szigetekhez hasonlóan virágtenger borítja. Ennek leggyakoribb képviselői:
- sziklalakó szegfű (Dianthus rupicola),
- cserjés tatárvirág (Iberis semperflorens),
- zsályalevelű szuhar (Cistus salvifolius).

A sziget útjain járva gyakran láthatunk citromfákat, narancs- és mandarinligeteket. A mediterrán növényzetnek itt is elmaradhatatlan része a betelepült fügekaktusz, a kapricserje és a rozmaring.

### Állatvilága
Vulcano faunája sokkal szegényesebb az Appennini-félszigeténél. Főleg gerincesekből van kevés – még a szomszédos szigeteken is több faj él. A sziget gerinces állatai közül néhányat elszigetelt fejlődésük miatt fajként vagy alfajként különböztetnek meg legközelebbi rokonaiktól.
- A legelterjedtebb emlős a szigeten az üregi nyúl (Oryctolagus cuniculus).
- Vulcanello félszigetén él a Lipari-szigetek őshonos faligyík fajának (Podarcis raffonei) legnagyobb populációja.
- A nyugati partszakaszon fészkel ősidők óta a mediterrán viharmadár (Calonectris diomedea) és a kevésbé gyakori bukdosó vészmadár (Puffinus yelkouanna) – ezekről nevezték el a szirtet Pietro Quagliettonak (quajetri a viharmadár neve a helyi dialektusban). A viharmadárfélék csak a tavasszal-nyáron jönnek ide, hogy fölneveljék egyetlen fiókájukat.

A Vulcano és Vulcanello közti földszoroson gyakran pihennek meg az Afrikába tartó vándormadarak, például a cigánycsuk (Saxicola torquata) és a csilpcsalpfüzike (Phylloscopus collybita).
A Lipari-szigeteken nincsenek mérges kígyók, de igen gyakori a sárgászöld haragossikló (Hierophis viridiflavus), amit a helybeliek „fekete kígyóként” emlegetnek.

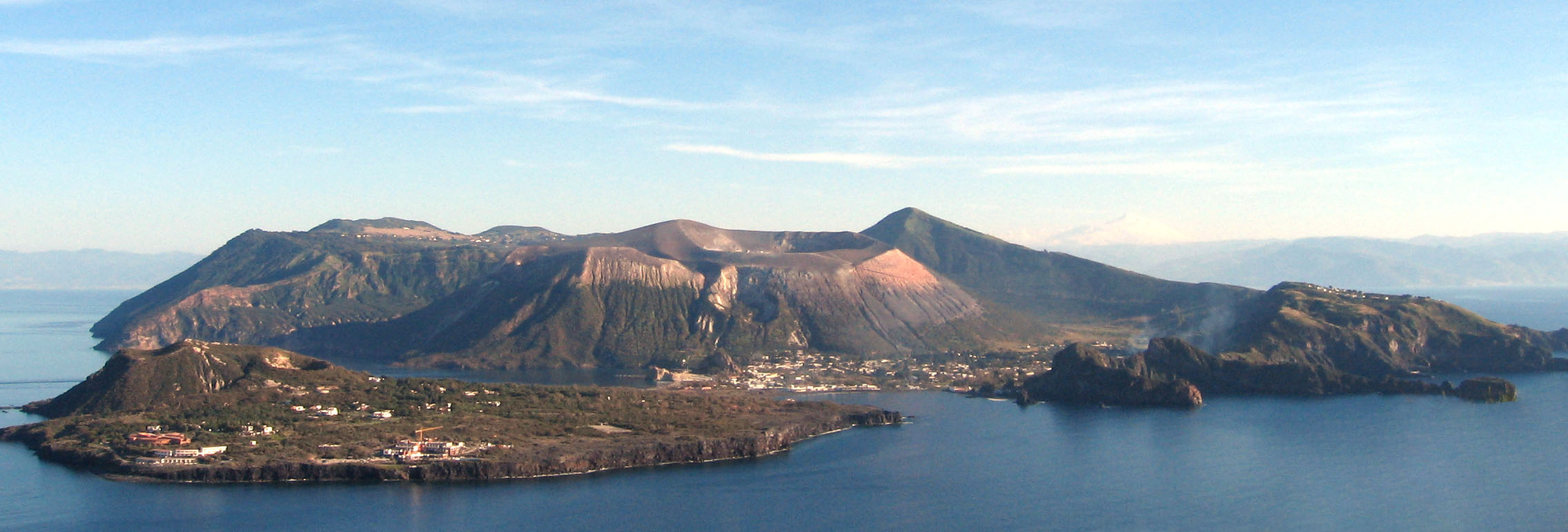
Vulcano és Vulcanello Lipari szigete felől.
Balra az előtérben a Vulcanello salakkúpjai és lávaplatója, a kép közepén a Fossa-kráter és Porto di Levante látható, a háttérben Szicília partjai tűnnek fel

## Geológiája

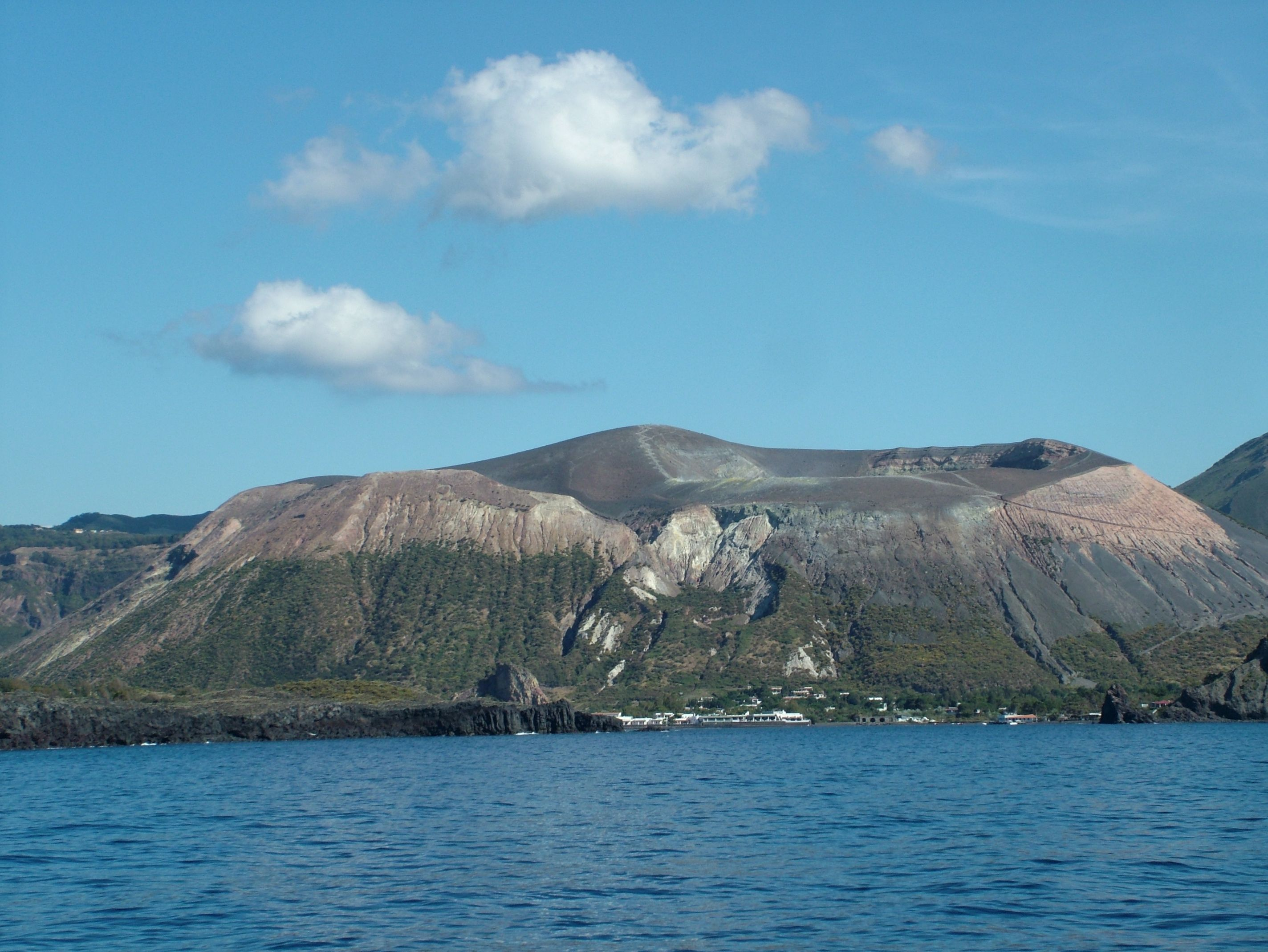
Vulcano: a Fossa-kráter a tenger felől

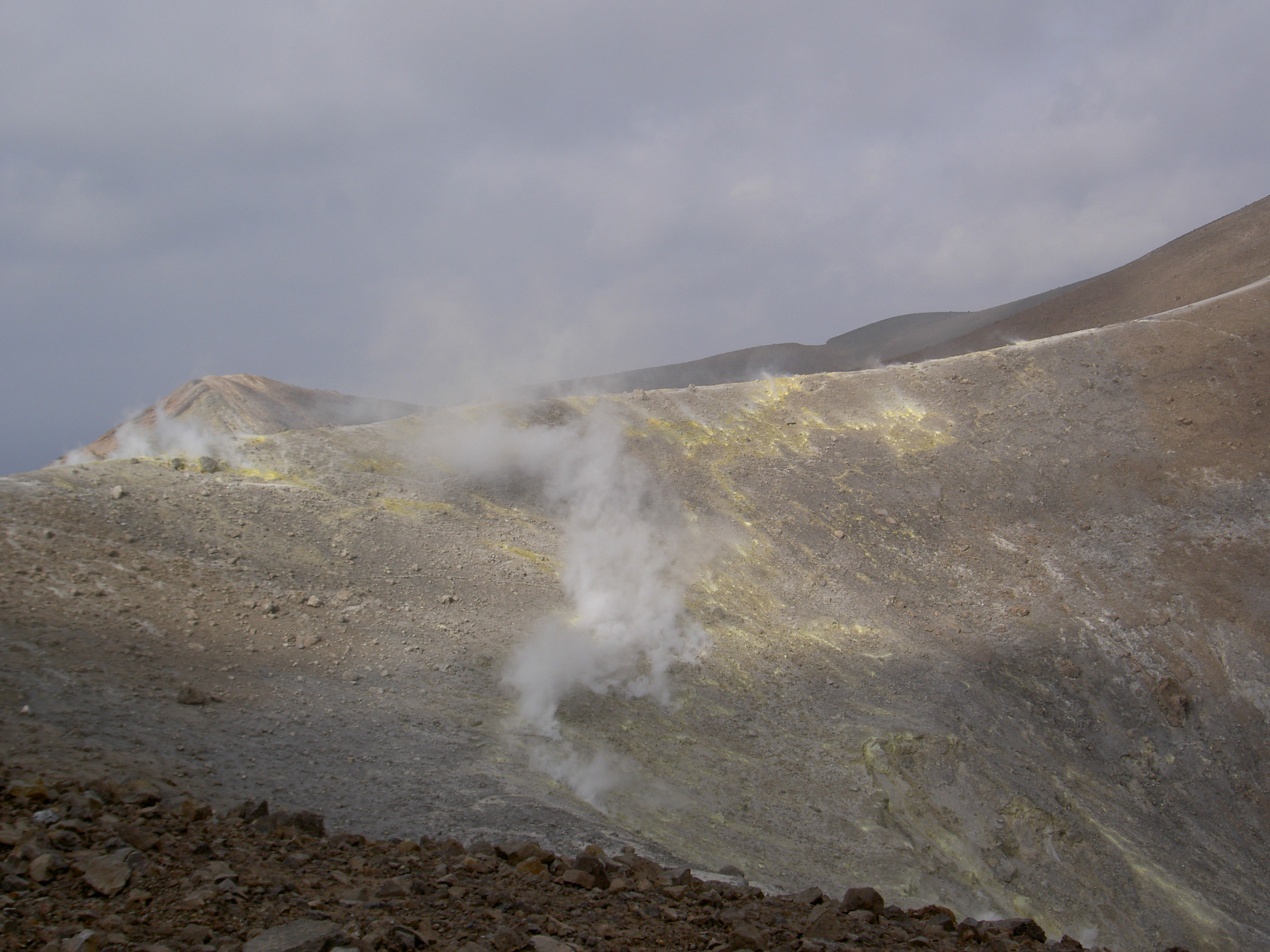
Fumarola a Fossa-kráterben

Vulcano szigetének több mint 150 ezer éves geológiai fejlődése igen összetett. A folyamatot általában négy szakaszra osztják.
1. A legidősebb képződmény a sziget déli kétharmadán elhelyezkedő Ős-Vulcano rétegvulkánja. Működése kb. 120 ezer éve kezdődött. Hatalmas felépítményét alapvetően bazalt és andezit lávafolyások hozták létre, a piroklasztitbetelepülések ritkák. Az Ős-Vulcano működése 97 ezer éve átmenetileg megszakadt; ekkor omlott be a 2,5 km átmérőjű Caldera del Piano. 50 ezer éve a tűzhányó működése a kaldera belsejében folytatódott. A láva előbb észak-déli, később északkelet-délnyugat irányú törések mentén tört ki, majd 30 ezer évig ismét szünetelt a vulkán tevékenysége.
2. Vulcano északnyugati része a Lentia vulkáni komplexum, amely egymásra épülő riolitos dagadókúpokból és lávafolyásokból áll. 15,5 ezer éve alakult ki, akkor, amikor a sziget déli és nyugati felén található Quadrara és Spiaggia Lunga nevű vulkáni formák is. A Vulcano és Lipari közötti tengerszorosban is működött ebben az időszakban egy kitörési centrum: ennek hamuárjaiból rakódott le a Caldera del Piano nagy részét borító barnás tufa.
3. A Lentia vulkánon belül kezdett működni a máig aktív fumarolatevékenységéről ismert, alvó Fossa tűzhányó (391 m). Ennek kalderája 14-15 ezer éve omlott össze. A kollapszus után a vulkáni működés súlypontja az új kalderába került. A piroklaszt- és lávaárak közül a legjelentősebb – a Punta Roia – ma is látható a Fossa keleti oldalán. A Piano kaldera északi felén ugyanekkor jött létre az Alighieri nevű fennsík és a Monte Saraceno tömbje. A Fossa-kúp (más néven Gran Cratere) mai formája 6000 esztendeje alakult ki.
4. A Vulcanóhoz északról félszigetként kapcsolódó Vulcanello már a történelmi időkben keletkezett. Különböző színű salakkúpjai jól megőrizték szabályos formájukat. A három kúp keletről nyugat felé épül egymásra; a legnagyobb 123 méter magas. Első feljegyzett kitörése Kr. e. 183-ban volt, ekkor emelkedett ki új szigetként az első kúp. A második salakkúp Kr. e. 126 körül jöhetett létre, majd egészen a 16. század közepéig csak időnként produkált kisebb kitöréseket. Ekkor aztán a kis tűzhányó lávaplatóival jócskán megnövelte területét, sőt a harmadik kúppal egyidőben létrehozta a kisebb szigetet Vulcanóval összekötő földhidat is. A Vulcanellóból kidobott termékek általában világosabbak, mint a Vulcano kőzetei; gyakori bennük a leucit, ami a magma kisebb szilícium- és nagyobb alkália-tartalmára utal. A tűzhányó legfiatalabb lávái viszont trachitosak.

### A Vulcano kitörései az elmúlt 6000 évben

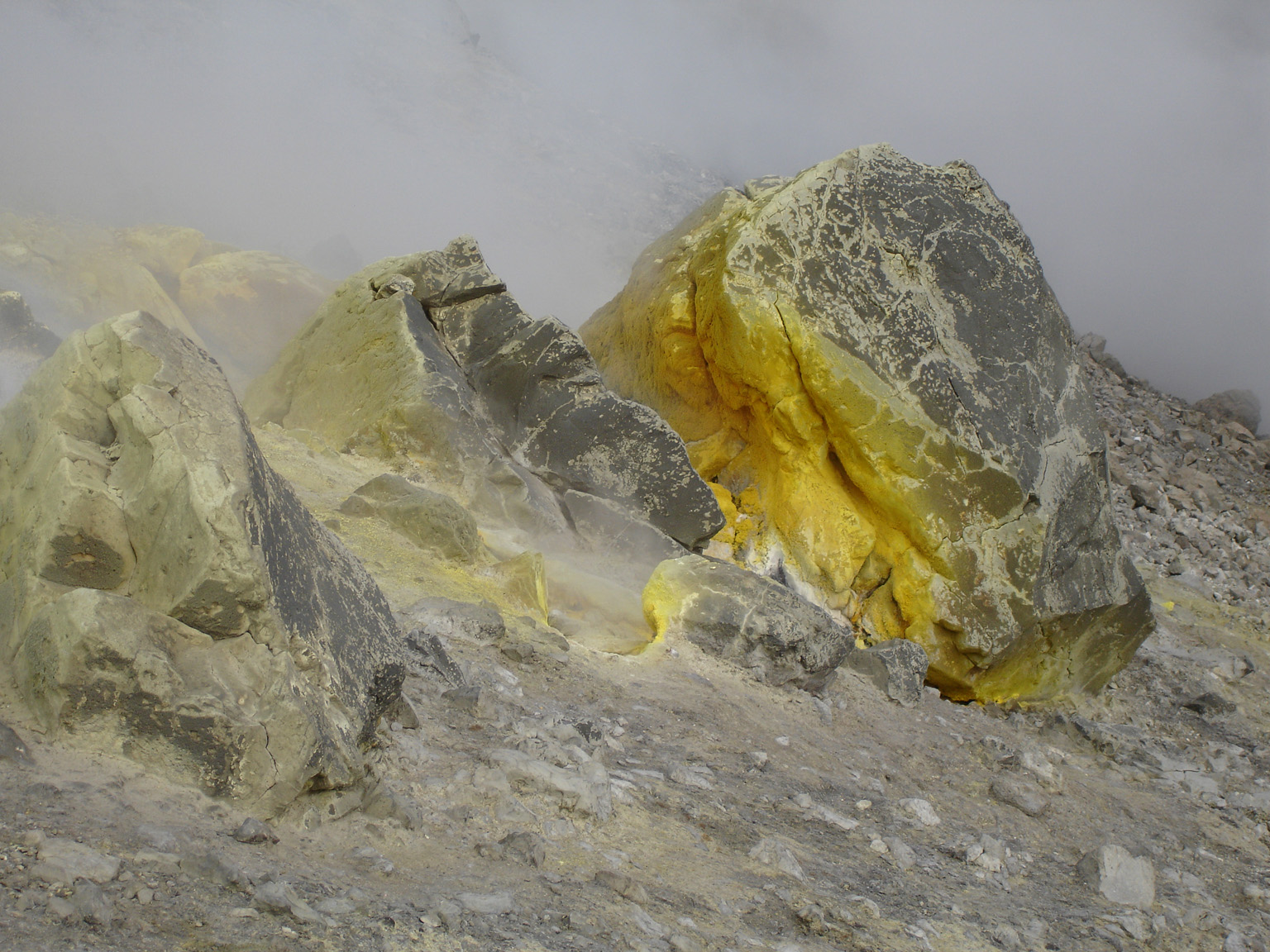
Kenyérhéjbomba kénkiválással a Fossa kráterben

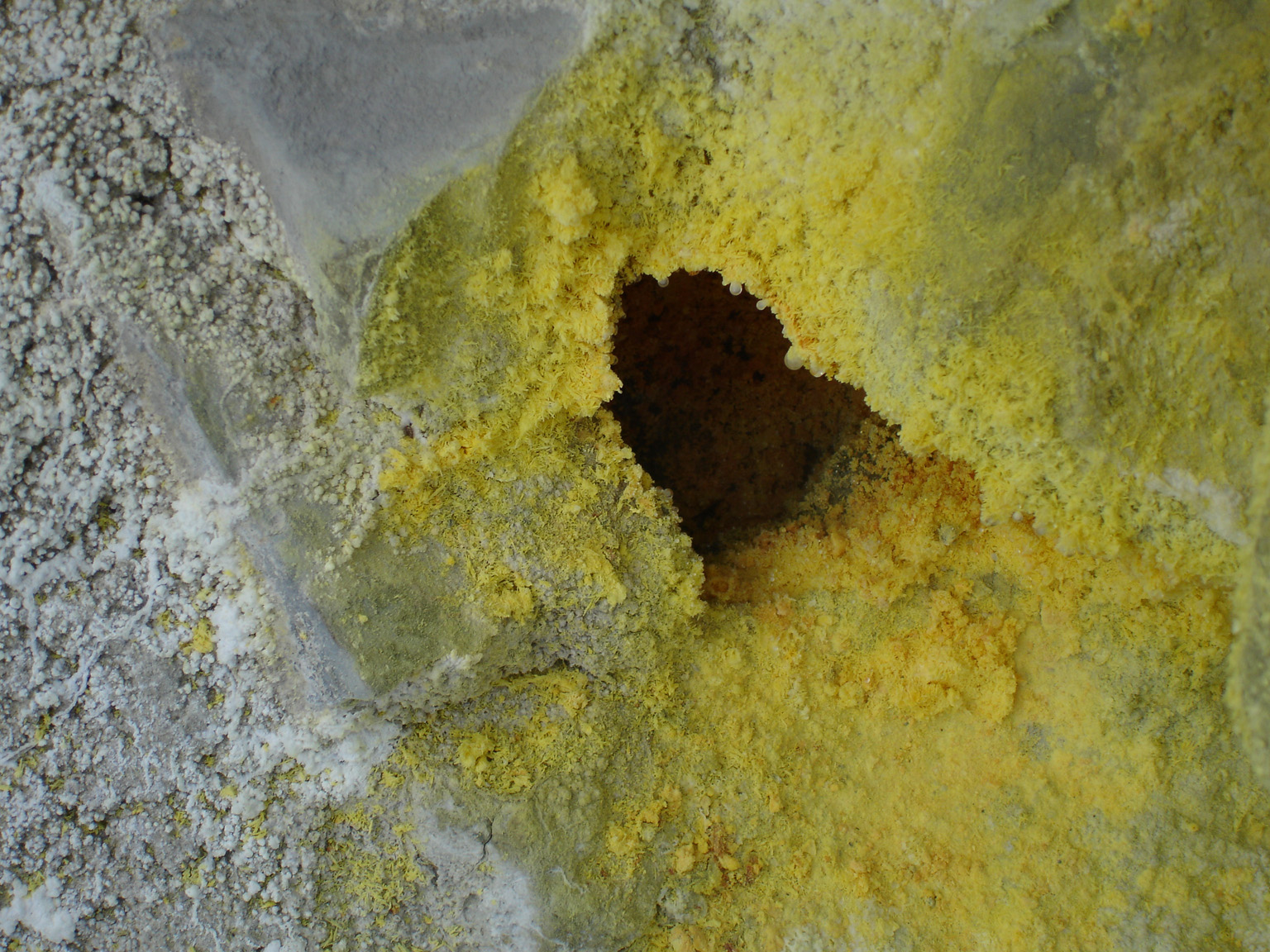
2 cm átmérőjű, kénvirágokkal díszített szolfatára

A Fossa kráter 6000 éve alakult ki a korábbi Lentia vulkán kalderájában. Az olasz tudósok a Fossa eddigi aktivitását is több szakaszra osztják; eközben többször változott a kitörési centrum és a kitörések jellege is. Egyes aktív periódusok erőteljes, a kürtőt kitisztító robbanással kezdődtek: ezek a vulkáni kürtő víztartalmáról árulkodó freatikus breccsákat hagytak maguk után. Olyankor, amikor a ciklus elején még több víz jutott a kürtőbe, torlóárak zúdultak a szigetre, és ezekből vastag piroklasztit rétegek ülepedtek le. A kezdet után egyes szakaszokban egyre nőtt a tisztán magmás termékek (horzsakő, láva) aránya, ami a tengerből érkező víz arányának csökkenésére utal.
Az egy-egy ciklust átfogó rétegsorban az eróziós felszínek és paleotalajok teljes hiánya arra utal, hogy a vulkán az aktív szakaszokban többé-kevésbé folyamatosan működött. Az aktív időszakok rétegei között lepusztulások hosszabb nyugalmi periódusokat jelző nyomai láthatók.

#### A Punte Nere-szakasz
A Fossa működésének első periódusát freatomagmás kitörések jellemezték. A torlóárak mintegy 60 méter vastag piroklasztit réteget terítettek le, és ez elfedte a 6–10 ezer évvel idősebb Punta Roia lávaárat. A Punte Nere rétegeiben néhol nagyobb, a kürtő falából kiszakított tömbök úsznak. A ciklus körülbelül 5400 éve ért véget egy trachit lávafolyással – ez deltaszerűen szétterpeszkedett a Fossától északra. Ebben az időszakban becslések szerint közel 200 millió m³ tefrát és 3 millió m³ lávát bocsátott ki a Vulcano. A periódus végére 250 méter magas kúp keletkezett; ennek északkeleti szegélye ma is felfedezhető a Fossa keleti felén.

#### A Palizzi-szakasz
Ismeretlen hosszúságú nyugalmi periódus után újabb freatomagmás torlóárak üledékei rakódtak le. A rétegek közé helyenként akkréciós lapilli épül be, ami szintén a kezdeti magas víztartalomból eredeztethető. Később a horzsakőtermelés dominált, majd a vulkán rövid időre megpihent. A Punte Neréhez hasonlóan a Fossát a Palizzi-ciklus késői részében is effuzív működés jellemezte. Mintegy 600 ezer m³-nyi lávából ekkor képződött a kráter déli oldalán található, keskeny lávanyelv (térképeken Palizzi-lávafolyás). Ennek radiometrikus korát 1600 évben állapították meg, de ez egyik feljegyzett kitörés időpontjával sem egyezik. A periódusban felszínre hozott teljes anyagmennyiséget 5 millió m³-re becsülik. Thuküdidész, görög történetíró a Kr. e. 5. században a Vulcano rendszeres, de nem túl heves kitöréseiről számolt be; akkoriban ez a sziget sokkal ismertebb volt például a Strombolinál.

#### A Commenda-szakasz
Ez az időszak heves robbanásokkal kezdődött: erről breccsás piroklasztikumok tanúskodnak. Ezek az első kitörések a Kr. u. 6. század elején lehettek, mivel anyagukat elfedi a Lipari szigetén 550 táján kitört Monte Pilato világosabb vulkáni hamuja. A Vulcano tevékenysége később freatomagmássá vált, újabb torlóárakkal. A rétegekben gyakori a szálas szerkezetű vulkáni üveg (Pelé haja) is. A Commenda elnevezésű obszidiános lávaár valószínűleg 785-ben keletkezett, és részben ma is látható a Fossa-kúp délnyugati lejtőjén. Ez a lávafolyás már az újra tisztán magmás működés terméke. Térfogata 2,6 millió m³; ez a teljes Commenda-szakasz alatt kibocsátott teframennyiség (25 millió m³) egytizede.
Feltételezik, hogy a Fossa északi oldalába mélyülő, Forgia Vecchiának nevezett két parazitakráter egyike is a Commenda-ciklusban keletkezhetett. Az 1888-1890-es kitörés idején még jól megkülönböztethetők voltak, ma azonban a sűrű növényzet és azóta erodálódott körvonalaik miatt már alig ismerhetők fel.

#### A Pietre Cotte-szakasz
A kezdeti hidromagmás kitörések torlóárjainak üledékei itt is jól felismerhetők; ezekre később horzsakő települt. Az erupciók kezdetét sajnos nem ismerjük pontosan, annyi azonban bizonyos, hogy ebben a ciklusban – 1727-ben – alakult ki a második Forgia Vecchia-kráter idősebb társának északnyugati szegélyén. 1739-ben a láva teljesen kitöltötte a Fossa-krátert, és annak északi peremén túlfolyva létrehozta a Pietre Cotte obszidiános lávanyelvét. A 2,4 millió m³ térfogatú lávaár kiválóan látható Porto di Levante felől.
Az eddig megismert aktív időszakokkal ellentétben ez a szakasz nem ért véget a láva megjelenésével: az effuzív tevékenységet 1771-ben ismét robbanásos kitörések követték. Ezek megszakításokkal 1890-ig tartottak, és nyomaik a szomszédos szigeteken is fellelhetők.

#### Az 1888-1890-es kitörés

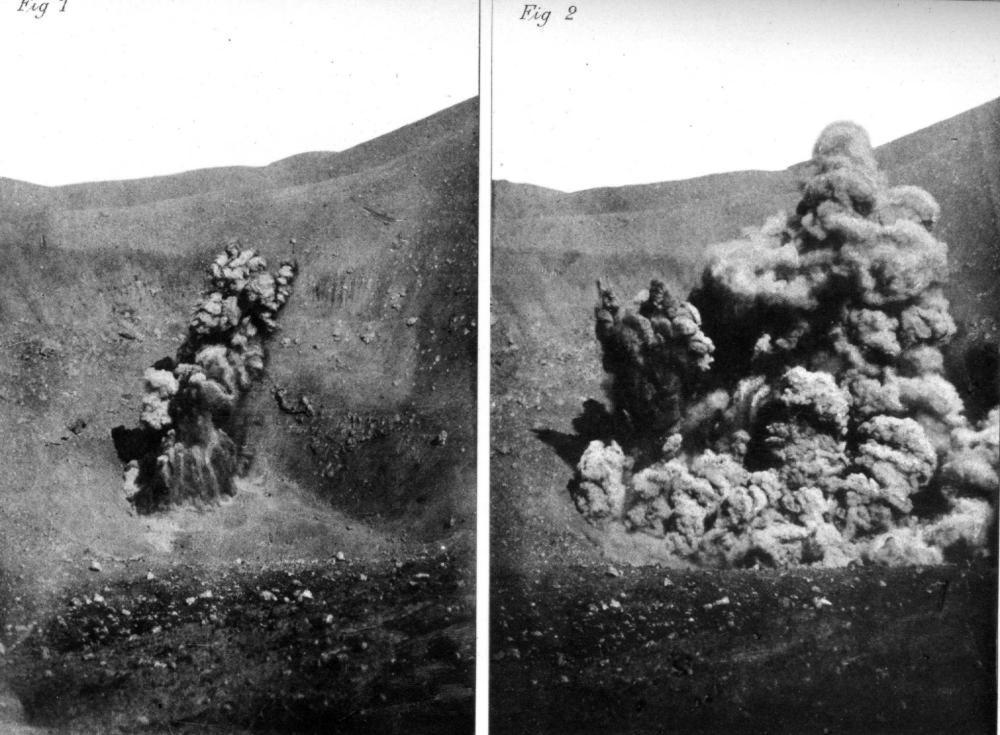
A Fossa-kráter kisebb kitörése 1889. szeptember 21-én

A Vulcano legutoljára 1888 és 1890 között működött. Bár az emberi történelem során gyakran működött, ez volt az egyetlen olyan kitörése, amit tudományos részletességgel is megfigyeltek. Az ekkor leírt, jellegzetesen explozív (robbanásos) vulkáni működést azóta Vulcano-típusúnak nevezik szerte a világon. Ennek a típusnak a hevessége a Stromboli- és a szubplíniuszi közé sorolható.
A kitöréssorozatnak számos előjele mutatkozott hónapokkal, illetve egy-két évvel annak kezdete előtt. 1886 januárjában heves freatikus kitörés zajlott le hamu- és blokkszórással, majd a tűzhányó látszólag megnyugodott, de a kráter mélyéről ebben az alvó periódusban is gyakran hallatszott morajlás. Az olasz geológus, Giuseppe Mercalli így számolt be erről: „A kráter szélén állva folyamatos dübörgést lehetett hallani, ahhoz hasonlót, mint amikor a vonat egy vasúti hídon halad át”. A kráter falában pedig hasadékok nyíltak, és belőlük süvöltve szabadultak fel a nagy nyomású, sokszor vörösen izzó gázok. A sötétben kékes-zöldes lángnyelvek a fumarolák kén-hidrogén- illetve bórsavtartalmára utaltak.
Az 1888-as kitörés azért is különlegesnek számított, mert a vulkán rengeteg „kenyérhéjbombát” dobott ki. (Ez a sajátos formájú vulkáni bomba onnan kapta nevét, hogy megszilárdulása után felszíne a kenyérhéjhoz hasonlatosan felrepedezik.) Méteres átmérőjű tömbök hullottak arra a térségre, ahova ma Porto di Levante házai felnyúlnak, és a kráter peremén ennél jóval nagyobbakat lehet látni még ma is. Az egykori kénbánya parti épületeit a bombák és egyéb, hulló törmelékek már az 1888. augusztus 3-án kezdődött kitöréssorozat első napjaiban súlyosan megrongálták. Sérültek szerencsére nem voltak, mert a szigetről még az ott dolgozó rabokat is idejében kimenekítették. Az erupció későbbi szakaszában Liparira is hullott időnként hamu és lapilli. Ez nem okozott komolyabb károkat, de Porto di Levantét másfél évig folyamatosan bombázta a vulkán, amíg csak le nem csillapodott.
A kitörés 1890. március 22-én fejeződött be; előtte napról napra csökkent a tűzhányó aktivitása. A vulkanológusok szerint ezzel a másfél éves mozgalmas periódussal ért véget a Pietre Cotte-szakasz. A 18-19. században a Vulcanóból kidobott anyag mennyiségét 2,5 millió m³-re becsülik; ennek mintegy negyedét adta az 1888-1890-es erupció.

#### Nyugtalanság a vulkán működésében 1985-1995 között
A Vulcano legutolsó kitörése óta szinte megszakítás nélküli fumarolatevékenységéről ismert, emiatt népszerű a turisták körében is. A fumarolák aktivitása és a kibocsátott gázok összetétele azonban gyakran változik. Két olyan időszakról tudunk a 20. században, amikor a Fossa-kráterben jelentősen megnőtt a gáz- és gőzkibocsátás. Először a 20-as évek közepén, majd 1985 és 1995 között volt erre példa, valószínűleg mindkét esetben a felszín közelébe került magmaintrúzió okozhatta az anomáliát.

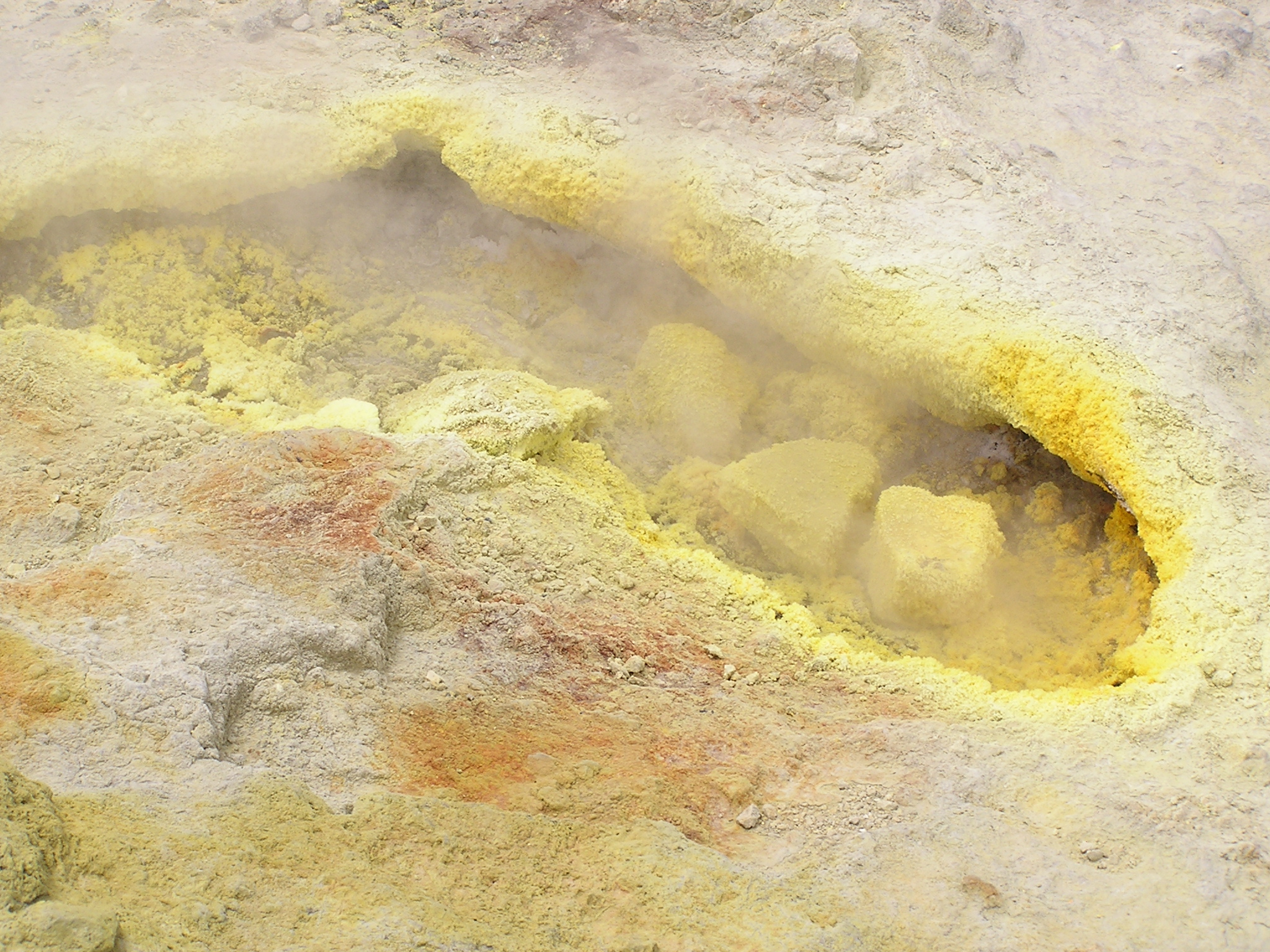
A Gran Cratere egyik fumarolája közelről

Az első esemény, amely összefüggésbe hozható a 80-as években kezdődött aktívabb periódussal, az 1978. április 15-én kipattant 5,5-ös magnitúdójú földrengés. A Szicíliában 8 ember életét követelő földmozgás epicentruma Vulcanótól 5 kilométerre délre volt. 1985-ben a fumarolák hőmérséklete 200-ról 300 °C-ra nőtt, és a Gran Craterében felszabaduló gázok mennyisége is fokozódott. Új repedések és fumarolakürtők nyíltak a kráter északi oldalában, ezzel párhuzamosan felszíni deformációk is történtek. 1985. április 25-étől június 5-éig egyre gyakoribbak lettek a szigeten a sekélyfészkű földmozgások, amelyeket július 8. és augusztus 25. között újabb rengéssorozat követett. 1986-1987 fordulóján a Fossa-kráterben már 400 °C-ra emelkedett a fumarolák hőfoka, illetve újabb kürtők és hasadékok jelentek meg a kúp északi lejtőjén. A Fossa északkeleti oldala 1988. április 20-án részben beomlott egy következő földrengésraj hatására, bár egy ideig úgy hitték, a csuszamlást gyenge freatikus kitörés váltotta ki.
1988. augusztus 9-én a sziget déli felére helyeződött át a szeizmikus tevékenység központja. Öt nappal később ez abbamaradt, majd októberig ismét a Gran Cratere alatt összpontosultak a földmozgások. A fumarolákból ezután már folyékony anyagok – elsősorban kén – is távoztak, de a környező talaj szén-dioxid-kibocsátása is megnőtt. 1989 decembere és 1990 májusa között az eddig eltelt időszakban megemelkedett felszín visszahúzódása volt megfigyelhető, ami a magmatömeg nyugalomba helyeződésére, tehát annak kihűlésére és kristályosodására utalt. Ez a jelenség 1991 februárjában folytatódott, tehát úgy tűnt, a veszély – egy esetleges kitörés – elmúlóban van.
Azonban a következő esztendő során újból erősödött a Fossa térségének szeizmikus aktivitása. Bár 1993-ban és 1994 első félévében ismét jelentősen csökkent a földrengések száma, 1994. július 3–25. között 65 alkalommal rázta meg Vulcanót a Richter-skála szerinti 4-es erősségű rengés, ami aggodalommal töltötte el a tűzhányó lábánál élő lakosságot. Az epicentrumok rendre a szigettől dél-délnyugati irányban voltak. Október-november folyamán újra számtalan kisebb tengerrengés pattant ki.
A fumarolák hőmérséklete 1993-ban érte el csúcspontját, ekkor 700 °C-ot is lehetett mérni a kráterben. 1994 novemberét követően a vulkán gőz- és gázkibocsátása szemmel láthatóan visszaesett, és a szeizmikus tevékenység is megszűnt. 1995-től a kifúvások hőmérséklete fokozatosan csökkent: 1995 és 1998 között általában 400-500 °C, 1999-ben 250-300 °C körül alakult.

### Az iszapfürdő

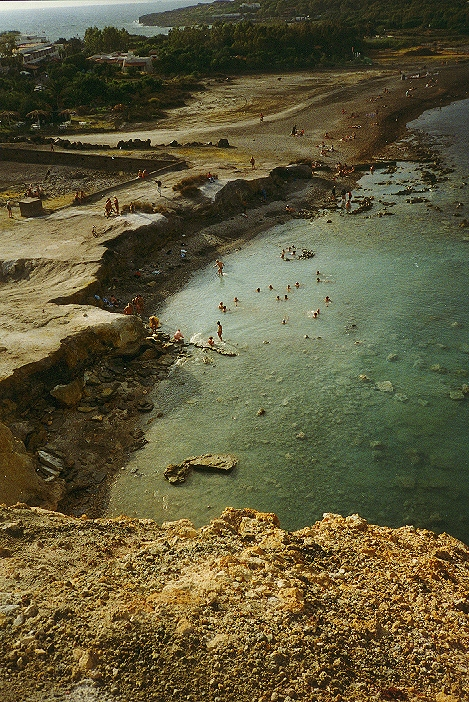
Az Acquacalda fumarolákban gazdag öble

A vulkánok mellett a nevezetes iszapfürdő (Fanghi) vonzza a legtöbb turistát, amely 37 000 m²-es területen fekszik Porto di Levante öblében, a Fossa és Vulcanello között. Az 56 méter magas Faraglione-szirt tövében húzódó térséget a kráterhez hasonlítható intenzitású fumarolatevékenység jellemzi, amelyet nemcsak a parton, hanem az iszapfürdőtől mindössze néhány méter távolságban lévő sekély tengervízben is meg lehet figyelni mintegy 18 méteres mélységig. A gázkifúvások 500 m hosszú és 100 méter széles sávban nyílnak a parttal párhuzamosan, ezt a partszakaszt a helyiek Acquacaldának (meleg víz) nevezik. A kikötő melletti szikláról jól megfigyelhető a víz alatti gázfeltörések helye.
Három nagyobb szolfatára (kénes gőzöket is kibocsátó fumarola) és számtalan kisebb gázkifúvás található itt, amelyek közül nappal, száraz időben nem mindegyiknek látszik a gőzfelhője. A kibocsátott gáz nagy része vízgőz, amit mennyiségben a szén-dioxid és a kénhidrogén követ. A teljes gázkibocsátást 5000 m³/órára becsülik. Az itt működő gázfeltörések hőmérséklete nem haladja meg a 100 °C-ot, ezért ezeket hideg fumaroláknak nevezik. A nyílásokat gyakran igen látványossá teszik a gázokból kirakódó gipsz-, terméskén-, szalmiáksó- és sassolinkristályok.
A felszínre kerülő kénhidrogén azonnal reagál a levegő oxigénjével, így kicsapódhat az elemi kén. A víz alatti fumarolák kürtőjénél általában nem kénkristályok, hanem sárgásszürke kéntartalmú iszap keletkezik. Létrejön továbbá kén-dioxid is, ami viszont a víz jelenléte miatt először kénes-, majd kénsavvá alakul. A kénsav azután igen agresszíven támadja a környező kőzeteket, elsősorban a vasat távolítja el onnan. A mobilizálódó vas pedig a kénhidrogénnel reagálva különféle vastartalmú szulfidokat, piritet, markazitot képez. Ez magyarázattal szolgál Porto di Levante homokfövenyének magas, 6,5%-os vastartalmára.
A fumarolák közeléből számos nyersanyagot nyernek ki, ezek közé sorolható természetesen maga a kén, illetve a bórsav és az alunit, amit bőrcserzésre és pácolóanyagnak használnak. Történtek kísérletek a geotermikus energia hasznosítására is, de ezek végül abbamaradtak. A 35-52 °C-os iszapfürdő gyógyászati célokra mindenkinek ajánlható, vize különféle bőrbetegségek és a reuma tüneteit enyhíti.

## Történelme

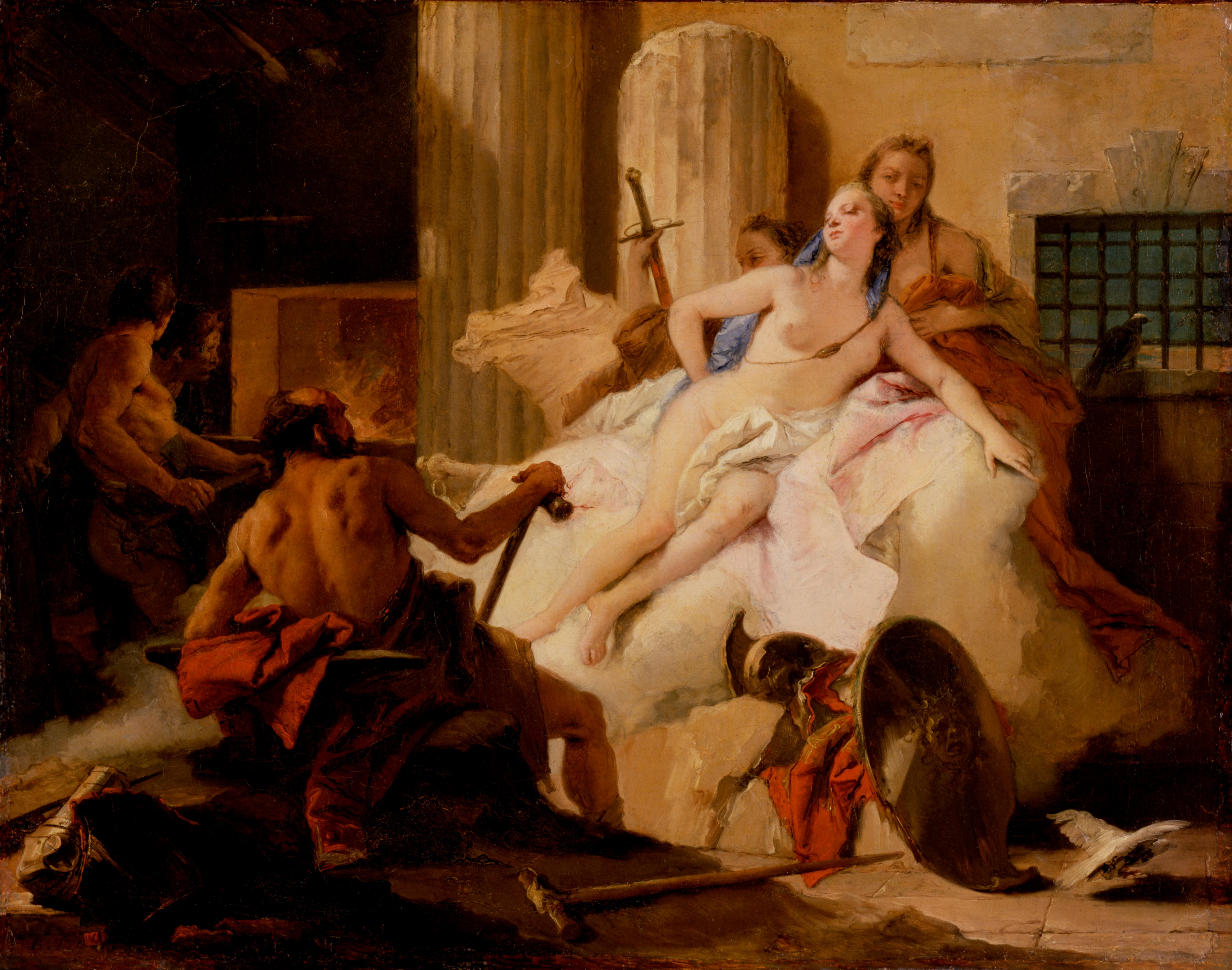
Vénusz és Vulcanus
Giovanni Battista Tiepolo (1696-1770) festménye

Vulcano szigetét már az ókortól kezdve ismerték tűzhányója kitöréseiről, habár valószínűleg a 19. századig nem volt állandó lakossága. Az ókorban a görögök a Szantorini szigetcsoport alá képzelték Héphaisztosz, a vulkánok és a kovácsmesterség istenének székhelyét, a rómaiak ezt ide helyezték át – pontosabban Vulcanus egyes változatokban itt, mások szerint az Etna gyomrában rendezte be műhelyét. Mindenesetre Vulcanót az isten szent szigetének tekintették. A neve ekkor még görögösen Hierà vagy Hierà Ephaistou (Héphaisztosz szent szigete) volt; mai nevét csak Szicília és Dél-Itália görög lakosságának romanizálása után vette fel. Mivel ekkor a vulkáni működés sokkal aktívabb volt, a régészek egyáltalán nem találtak ókori leleteket a szigeten. Félelmetes híre miatt még a 15. században sem mertek itt kikötni a hajósok.
A lakatlan szigetet gyakran használták menedékhelynek a Tirrén-tengeren portyázó kalózok, mivel két ellentétes irányba néző öble kiváló megfigyelőhellyé tette. A 19. században – még jóval az 1888–1890-es kitörést megelőzően – telepesek érkeztek a szigetre, akik a Piano fennsíkján kezdték el megművelni az igen termékeny vulkanikus talajt. I. Ferdinánd nápoly–szicíliai király, a 19. század elején Vito Nunzianténak adományozta a szigetet a napóleoni háborúkban kivívott érdemeiért, de a szicíliai Bourbonok hanyatlásával párhuzamosan Vulcano hamarosan újra gazdátlan lett. 1860-ban James Croesus Stevenson, skót iparos és filantróp vette birtokba a sziget északi felét, és egészen 1888-ig kénkitermelést valamint szőlőművelést folytatott. A legutolsó kitörés azonban elűzte őt Vulcanóról, és tönkretette az üzem épületét, berendezéseit is. Bányászati tevékenység azóta sincs a szigeten, de a mezőgazdaság tovább fejlődött különösen Gelso és a Piano-kaldera területén.
Vulcanón a második világháború előtti időszakra nyúlnak vissza a turizmus gyökerei. A sziget már ekkor is kedvelt volt a vadászok körében, de Pirandello is gyakran tartózkodott itt. A tűzhányó igazán csak a háború után vált világszerte ismertté, miután 1950-ben Anna Magnanival a főszerepben bemutatták a Vulcano című filmet. A film készítői állítólag az ugyanekkor Roberto Rossellini által rendezett Stromboli című produkció forgatására álltak össze, de amikor ott a rendező lecserélte Magnanit Ingrid Bergmanra, a gárda nagy része az olasz színésznőt követte, és a szomszédos szigeten elkészítették az új filmet.

## Lakossága
Vulcano félezres lakossága három apró településen osztozik. A sziget déli végében, a Monte Aria mögötti tengerparton található Gelso, a legkisebb település. A szétszórt házcsoportokból álló Piano a Caldera del Piano 300–350 m magas fennsíkján húzódik meg. A legnépesebb település északon, a Vulcanello és a Fossa közötti földszoroson és az aktív kráter északi lábánál fekszik. Központja a 75 lakosú Porto di Levante, mely egyben a sziget legfőbb kikötője és a turisták kiindulópontja, így főszezonban nap mint nap látogatók ezrei lepik el. Mivel közvetlenül a Fossa-kráter szomszédságában terül el, egy újabb, váratlan kitörés esetén lakói óriási veszélyben lennének. Porto di Levante párja, Porto di Ponente jachtkikötőjének házai a sziget nyugati partján sorakoznak. Újabban a Vulcanello lávaplatója is beépül, számos villa és hotel található itt, melyek száma évről évre gyarapszik.
Ma alapvetően a turizmus jelenti a lakosság fő bevételi forrását. Porto di Levante több hotellel várja a turisták özönét, és itt találjuk a híres kénes iszapfürdőt is, amely a tűzhányók mellett Vulcano legfőbb látványossága. A nyolcvanas éveket megelőzően – a többi szigethez hasonlóan – a mezőgazdasági termelés volt a gazdaság fő profilja, mára ebből szinte csak a szőlőművelés maradt.

## Egy esetleges kitörés veszélyei

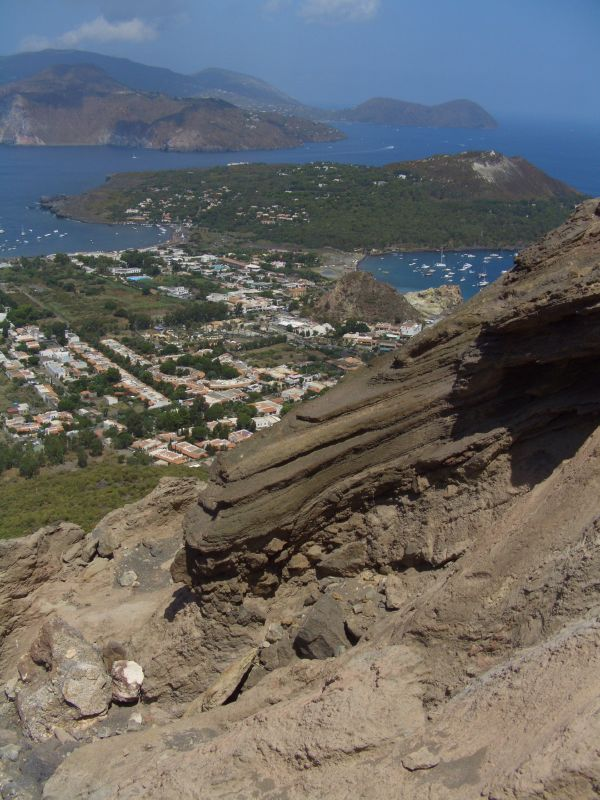
Porto di Levante látképe a Fossáról

Az egyébként békés, barátságos sziget lakói – és természetesen a turisták is – állandó veszélynek vannak kitéve, hiszen egy alvó, de bármikor újra működésbe lépő vulkán közvetlen környezetében tartózkodnak. A Fossa-kráterben lezajló kitörés során leginkább annak két kilométeres körzete kerülhet kritikus helyzetbe, de a kikötőt körülvevő település házai éppen ebben a zónában épültek a vulkán északi lábánál. Porto di Levante, Porto di Ponente és a Vulcanello földnyelvén lévő házsorok 250 lakosa mellett nyáron naponta több mint 10 ezren fordulnak meg Vulcanón, akiknek gyors evakuálására felkészültnek kell lenni.
A Fossa ismert kitörései közül a legtöbb csak a kürtő közvetlen környezetére jelentett veszélyt. Ugyanakkor az 1888-1890-es erupció óta tudjuk, hogy a kikötőt semmi sem védi meg egy hevesebb kitörés méteres bombáitól. Csak a szerencsének köszönhető, hogy akkor emberéletben nem esett kár. Vulkanológusok szerint nagyon valószínű, hogy a tűzhányó a jövőben is az eddigiekhez hasonló Vulcano-típusú kitöréseket fog produkálni. Ez a korábbi tapasztalatok alapján azt jelenti, hogy a kürtőbe szivárgó vizek miatt a kitörés heves robbanásokkal kezdődik, melyeket piroklaszt-árak kísérnek majd. A kitörés helyszíne vagy a Fossa lesz, vagy egy újabb kürtő keletkezik valahol a régi közelében. Feltételezhető, hogy ez északra vagy nyugatra lesz a jelenlegi kürtőtől, hiszen a Vulcano történetében eddig mindig ebben az irányban mozdultak el a kitörési központok.
Amennyiben az új kürtő a Fossán belül nyílna, piroklaszt-árjai és torlóárjai döntően a Fossa belső és külső lejtőire korlátozódnának. A legvastagabb tefraréteg a vulkáni kúp tövében rakódna le a hirtelen lapossá váló lejtőszög miatt, mivel ott az ár sebessége lecsökkenne. Ha a Fossa északra néző külső oldalán jönne létre az új nyílás, izzófelhője pontosan Porto di Levantéra zúdulna. Az ehhez hasonló piroklaszt-árak hatását jól ismerjük: 1965-ben a fülöp-szigeteki Taal tűzhányó kitörése 190 emberéletet követelt, a Martinique szigetén működő Mont Pelée pedig Saint-Pierre 30 ezres városát tette a földdel egyenlővé 1902-ben. Ilyen kitörés esetén nem valószínű, hogy bárki is életben maradna a sziget északi részén.
Vulcano déli fele viszonylagos biztonságban van a piroklaszt-árak szempontjából, de a vulkáni bombák itt is súlyos károkat okozhatnak, mint ahogy okoztak is 1888-ban. A tűzhányó eddig kivétel nélkül csak igen rövid lávafolyásokat bocsátott ki, így ez a jelenség bizonyosan nem veszélyes.
Veszélyekkel azonban nyugalmi időszakban is szolgál a vulkán. A Gran Cratere északi pereme ugyanis meglehetősen instabil, ami a meredek oldalak fokozott eróziójának és a fumarolák erős, kőzeteket mállasztó hatásának következménye. A folyamat legjobban a Forgia Vecchia nevű parazitakráterek feletti lejtőn figyelhető meg, ahonnan időnként egészen a Porto szélső házaiig gördülnek a kisebb-nagyobb tömbök. Egy nagyobb lejtőomlás – amit egy gyenge földrengés is kiválthat – akár súlyos károkat is okozhat, mivel a település központját is elérhetik a legördülő sziklák. Az omlást nagy valószínűséggel újabbak követnék, mivel a felszínre kerülő gőz- és gázkifúvások meglazítanák az alsóbb rétegeket is.
Kevésbé pontosan ismert a Vulcanello tevékenysége és veszélyessége. Tufakúpjainak finomszemcsés anyaga és helyzete freatomagmás tevékenységre utal, tehát a víz minden bizonnyal fontos szerepet játszott kialakulásakor. Bár ez a kis vulkán jóval ritkábban működött az elmúlt 2500 évben, mint nagyobb testvére, mégsem tekinthető kialudtnak. A Vulcanellóból kibocsátott eddigi teljes teframennyiség a Fossa-kráterének csak negyede volt, kitörése mégis veszélyes lehet a lakosságra. A kitöréseinek jellege azonban alapvetően szelídebb lenne, mint a Fossáé. Freatomagmás, Surtsey-típusú erupcióit a Stromboliéhoz hasonló lávaszökőkutak és hígabb lávafolyások kísérnék. Az utóbbi évtizedekben luxusvillákkal, szállodákkal beépült földnyelven azonban így is komoly károk keletkeznének.
További aggodalom forrása lehet, hogy 1995 óta csendesebb lett a vulkán működése az előző tíz esztendőhöz képest. A Vezúvhoz hasonlóan sokan itt is úgy értelmezték a fumarolatevékenység gyengülését, hogy egy ideig biztosan elmarad a kitörés, ezért a szigeten újabb építkezésekbe kezdtek. Mivel a két kikötő környéke már viszonylag rég beépült, egyre inkább a tűzhányó felé terjeszkednek a házak.

## Turisztikai tudnivalók

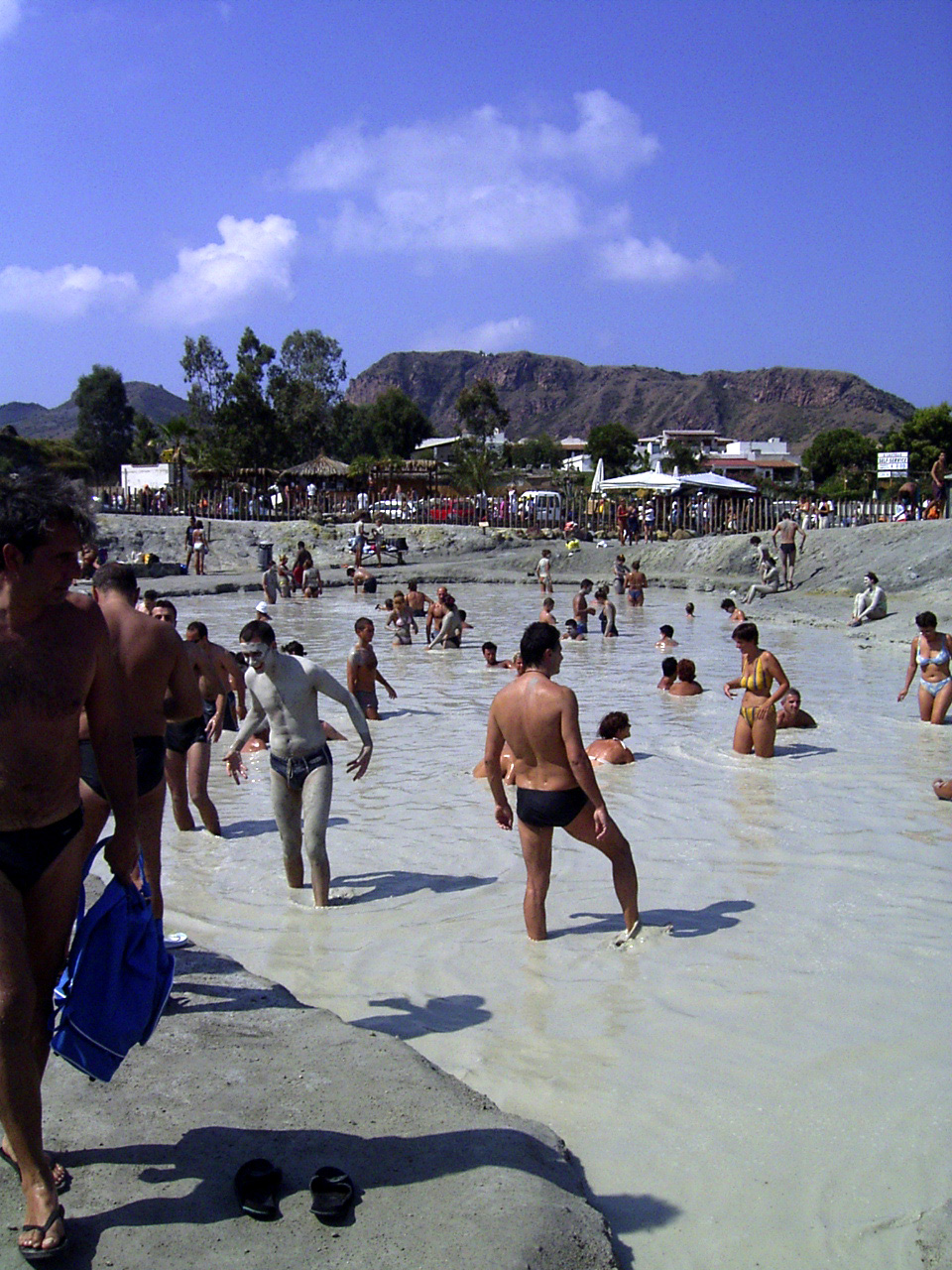
Iszapfürdőzők Vulcanón

Ennek a szigetnek a megközelítése a legegyszerűbb a Lipari-szigetek tagjai közül, mivel Vulcano fekszik a legközelebb Szicíliához. Milazzo kikötőjéből (légvonalban 25 km) napi rendszerességgel közlekedik az autókat és autóbuszokat szállító komp. Vulcano hetente több alkalommal megközelíthető Nápoly és Messina irányából, nyáron pedig Palermo és Cefalù felől is járnak hajók. A szigetcsoport többi tagjával szárnyashajójáratok kötik össze Vulcanót, szomszédja, Lipari például ezzel 15 perc alatt elérhető.
Fontos tudnivaló, ami a sziget vulkanikus jellegéből ered, hogy a turisták ruházata gyakran megsínyli a kénhidrogénben és kénsavban gazdag levegőt. A kén-hidrogén közvetlen hatása az iszapfürdőben töltött idő alatt is megmutatkozik, mivel az ezüst ékszerek hamar megfeketednek a rajtuk képződő ezüst-szulfidtól. Nem mellékes körülmény, hogy a fürdőzők bőre alapos tisztálkodás ellenére is hetekig jellegzetes záptojásszagú marad. A strandon való tartózkodással is vigyázni kell, mert a nem mindig látható fumarolák könnyen okozhatnak égési sérüléseket. Hasonló okok miatt nem ajánlatos matracokkal és egyéb felfújható eszközökkel a gőzök által felfűtött tengervízbe vagy az iszapfürdőbe bemenni.

### Veszélyek
Az iszapfürdő területén felszabaduló gázok egészségügyi ártalmait nem szabad elhanyagolni. A fumarolák gőze a szén-dioxid mellett 1 térfogatszázaléknyi kén-hidrogént is tartalmaz, amely már ppm-ben mérhető koncentrációnál is mérgezőnek számít. A gázt ugyan gyorsan szétoszlatja a szél, a vízfelület felszíne felett szélcsendes időben mégis gyakran mérnek 100 ppm feletti H2S-koncentrációt. Sajnos az iszapfürdőben – kicsi területe folytán – igen gyenge a vízcsere, emiatt felhalmozódnak benne az emberi eredetű anyagok (például vizelet, haj stb.). Ha valakit esetleg ez mégsem tántorít el, akkor legalább a megfelelően erős széljárásra figyeljen, mielőtt az iszapos vízbe merítkezne.
A vulkáni gázok belégzése a Fossa-kráter közelében is fokozott veszélyt jelent. Mivel a fumarolák gőze itt sem látható mindig, szélcsendes időben nem ajánlott leereszkedni a kráter mélyére. A gőzök ráadásul nagy mennyiségben tartalmaznak erősen oxidáló hatású gázokat, amelyek még a rozsdamentes acélból készült tárgyakat is tönkreteszik. További veszélyforrás a gázkifúvások magas hőmérséklete, amely a kráterben ma is elérheti a 400 °C-ot. A forróbb fumarolák színtelen környezetükről ismerhetők fel, mivel ezen a hőfokon a kén nem képez kristályokat, legfeljebb olvadt kéncseppek fedezhetők fel a nyílás környékén.